# LAV-25
LAV-25（英語: Light Armored Vehicle）は、アメリカ海兵隊が使用する水陸両用の8輪式の歩兵戦闘車（IFV）である。スイスのモワク社製装甲戦闘車両（AFV）ピラーニャ・ファミリーを基に開発され、ジェネラル・ダイナミクス・ランド・システムズ・カナダ（GDLS Canada）が製造している。

## 概要
1980年代、アメリカ海兵隊は部隊の機動力を高めることの出来る新型の装甲車の配備を計画しており、スイス製のピラーニャ装甲車をベースとした軽装甲車（LAV）シリーズの調達を1983年に開始した。アメリカ陸軍もこの計画に興味を持ったが、この時点ではLAVシリーズを導入する事はなかった。しかし、1991年の湾岸戦争ではアメリカ陸軍も第82空挺師団など一部の部隊でLAVシリーズを運用し、後年になってピラーニャIIIをベースとしたストライカー装甲車を正式配備している。
アメリカ海兵隊に配備されたLAVシリーズは1989年のパナマ侵攻で初めて実戦に投入され、湾岸戦争、KFOR（コソボ治安維持部隊）、イラク戦争、アフガニスタン紛争など、アメリカ海兵隊の派遣された多くの軍事作戦に投入されている。
アメリカ海兵隊の軽装甲偵察大隊（Light-Armored Reconnaissance Battalion）には、56両のLAV-25、16両のLAV-AT、12両のLAV-L、8両のLAV-M、4両のLAV-R、4両のLAV-C2、および少数のLAV-MEWSSが配備される。
アメリカ陸軍は湾岸戦争以降LAV-25シリーズの運用は行っていなかったが、2018年10月26日よりアメリカ陸軍第68機甲連隊第4大隊アルファ中隊がLAV-25A2を運用する部隊として再編成され、第82空挺師団第1旅団戦闘団の指揮下に入った事が報じられた。

## 設計
LAV-25は、水陸両用車であり、水上の最大速度は約12km/hである。水上航行能力があるものの、水面に波が無い環境に限られている。陸上での走行速度は8輪も4輪も共に約100km/hを出すことができる。しかし、8輪駆動の場合は燃費に影響をおよぼす。
デトロイトディーゼル製6V-53Tターボチャージド・ディーゼルエンジンを動力とする。前4輪を使って回頭するが、走行に使う駆動輪は全8輪または後4輪のいずれかを選択できる。
25x137mm弾使用のM242機関砲1門と、7.62mm口径のM240機関銃2丁、4連装発煙弾発射機2基が標準装備である。乗員は3名で、車長、操縦士、砲手から構成されている。これと兵員6名の他、戦闘機材を搭載できる。

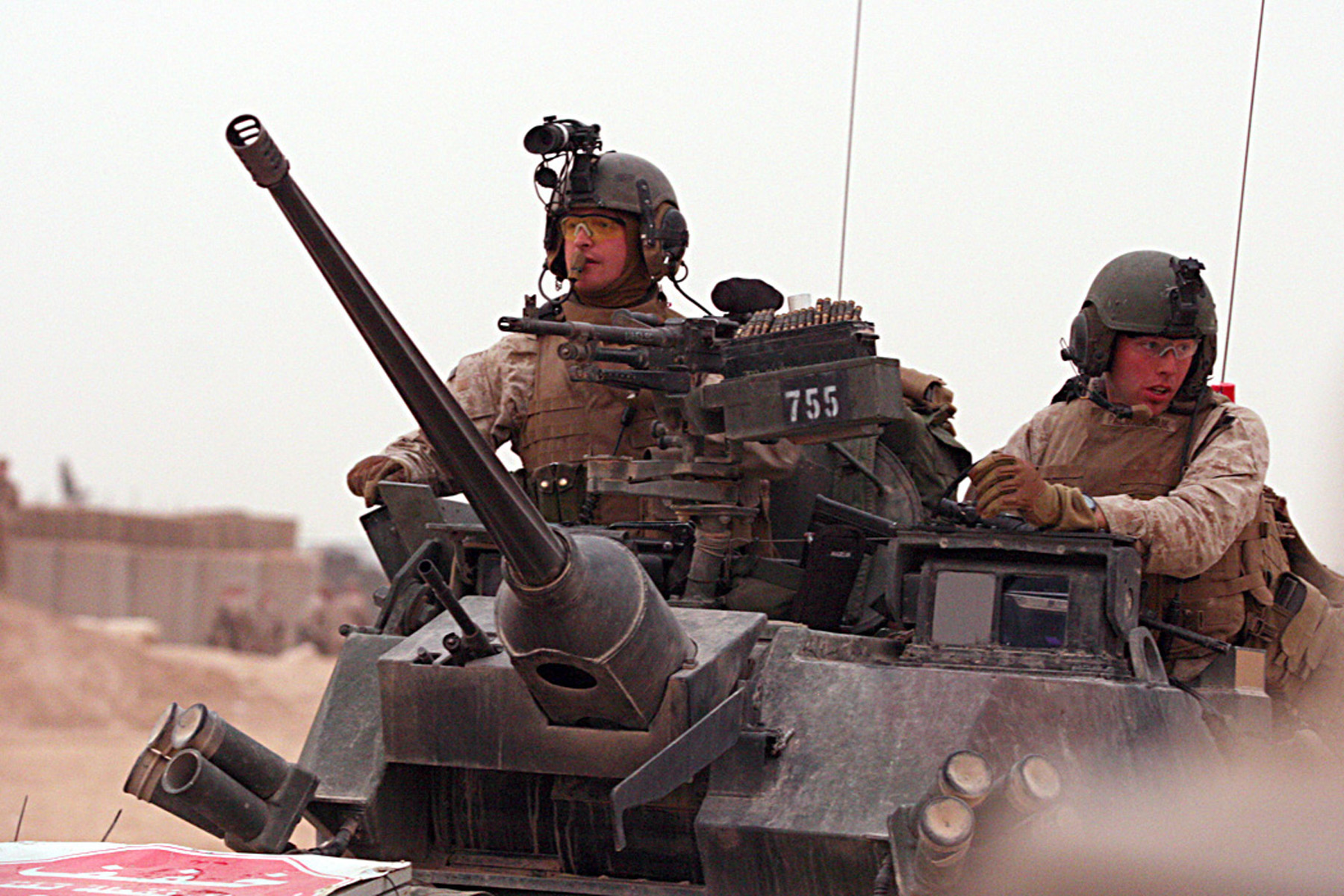
LAV-25の主武装であるM242 ブッシュマスター25mm機関砲と、副武装のM240 7.62mm機関銃。
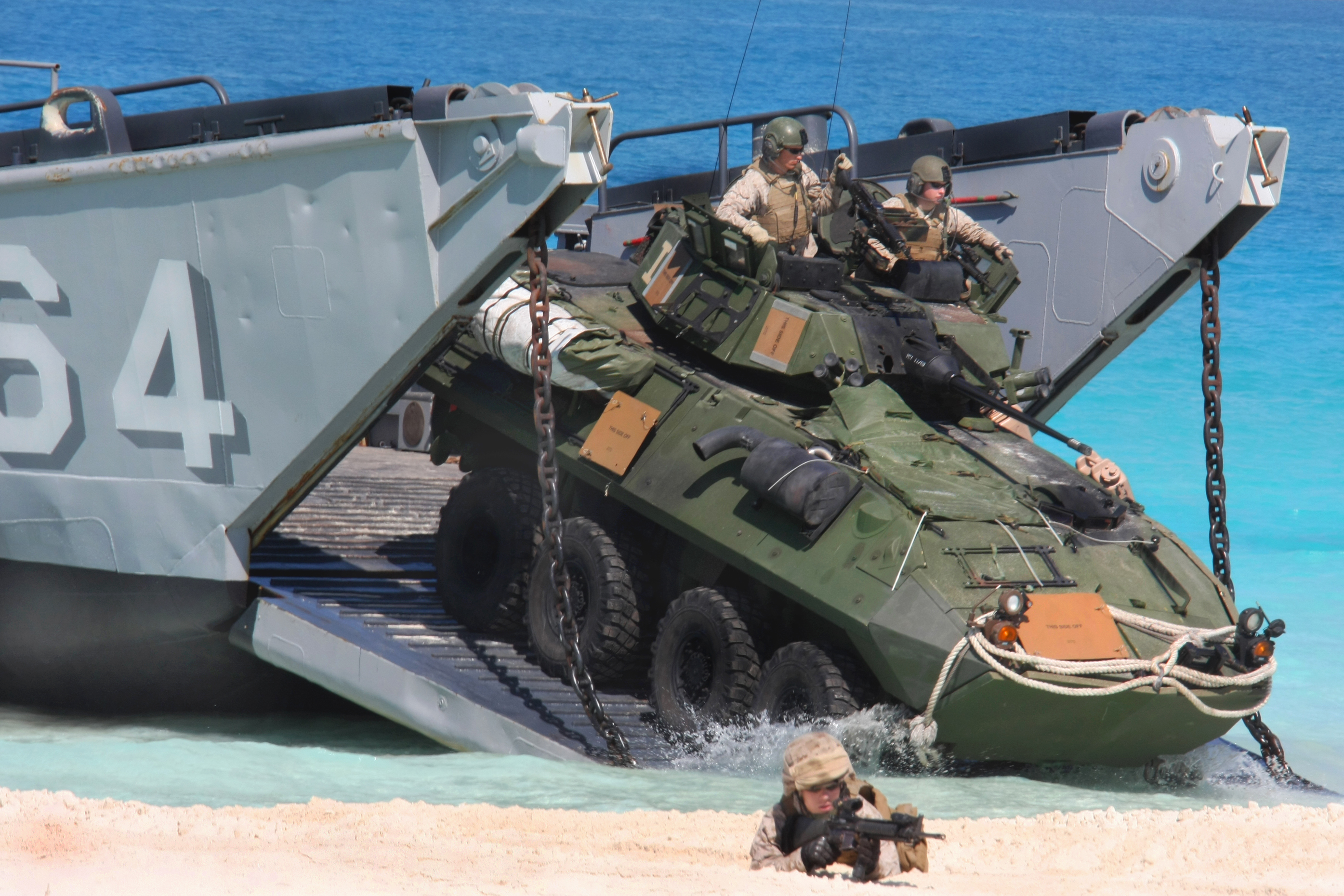
LCUから展開するLAV-25
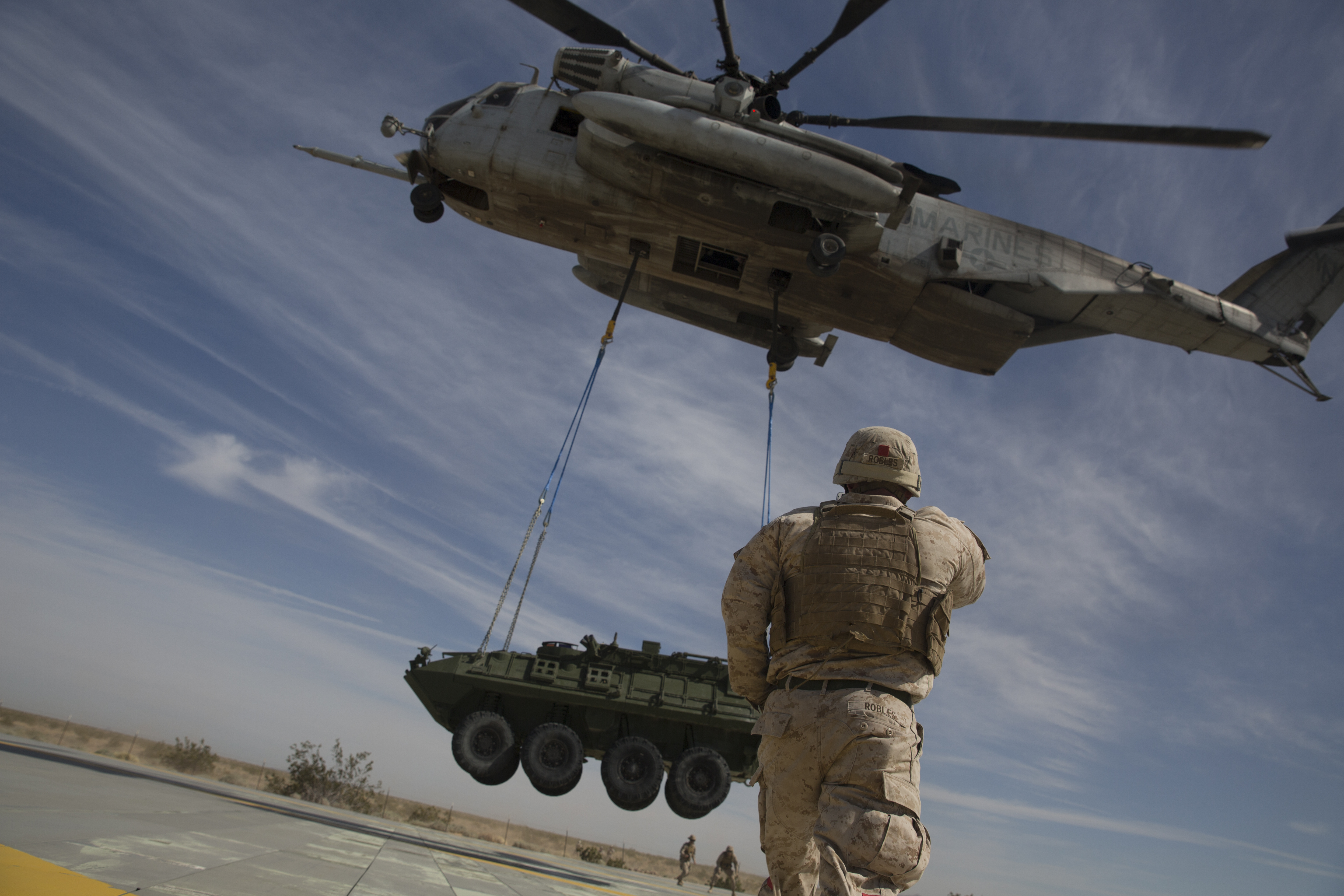
CH-53Eによって空輸されるLAV
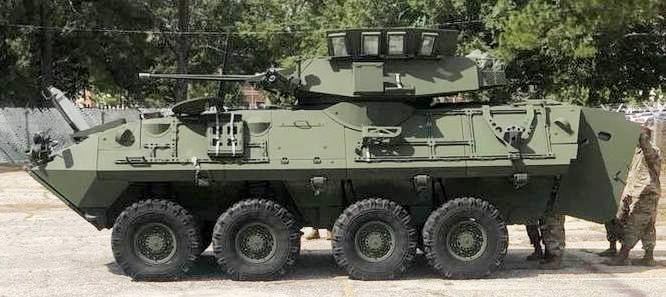
陸軍第82空挺師団第1旅団戦闘団に配備されたLAV-25A2, 2018年。

## 改修
1990年代後半から、SLEP改修（Service Life Extension Program, 延命プログラム）の改修計画が進行している。新造の改良型車とSLEP改修を受けたLAV-25はLAV-25A1へと名称を変えた。また、LAV-25A2へ発展させるため、LAVファミリーの継続的なアップグレードに必要な資金提供が承認された。
アップグレードの第一段階は、車体内外の装甲強化、火力制圧装備、サスペンションの改善などである。
第二段階のLAV-25A2では、油圧で旋回させていた砲塔の動力を電動駆動に入れ替え、火器管制装置の赤外線カメラがレーザー測距儀に変更された。
2019年1月には第3段階となるLAV-A3仕様への改修プログラムの契約がGDLSとの間で締結された。この改修にはパワーパックの改修、操縦席パネルのデジタル化などの内容が含まれている。
アメリカ海兵隊では、LAV-25シリーズを2035年まで運用予定である。

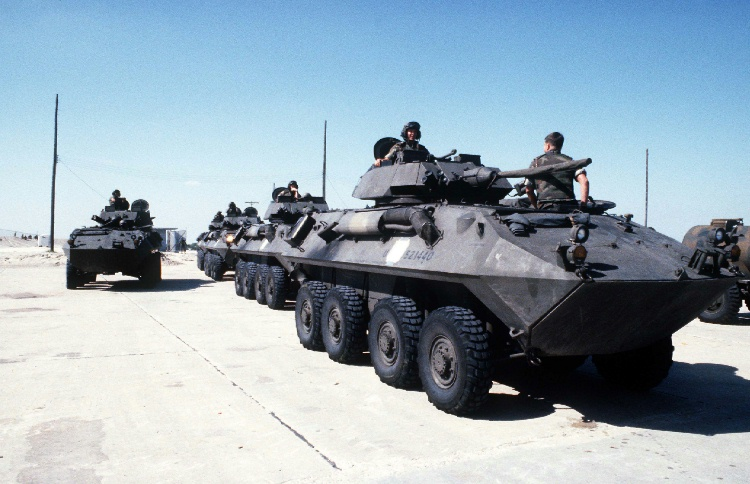
SLEP改修前の初期型LAV-25
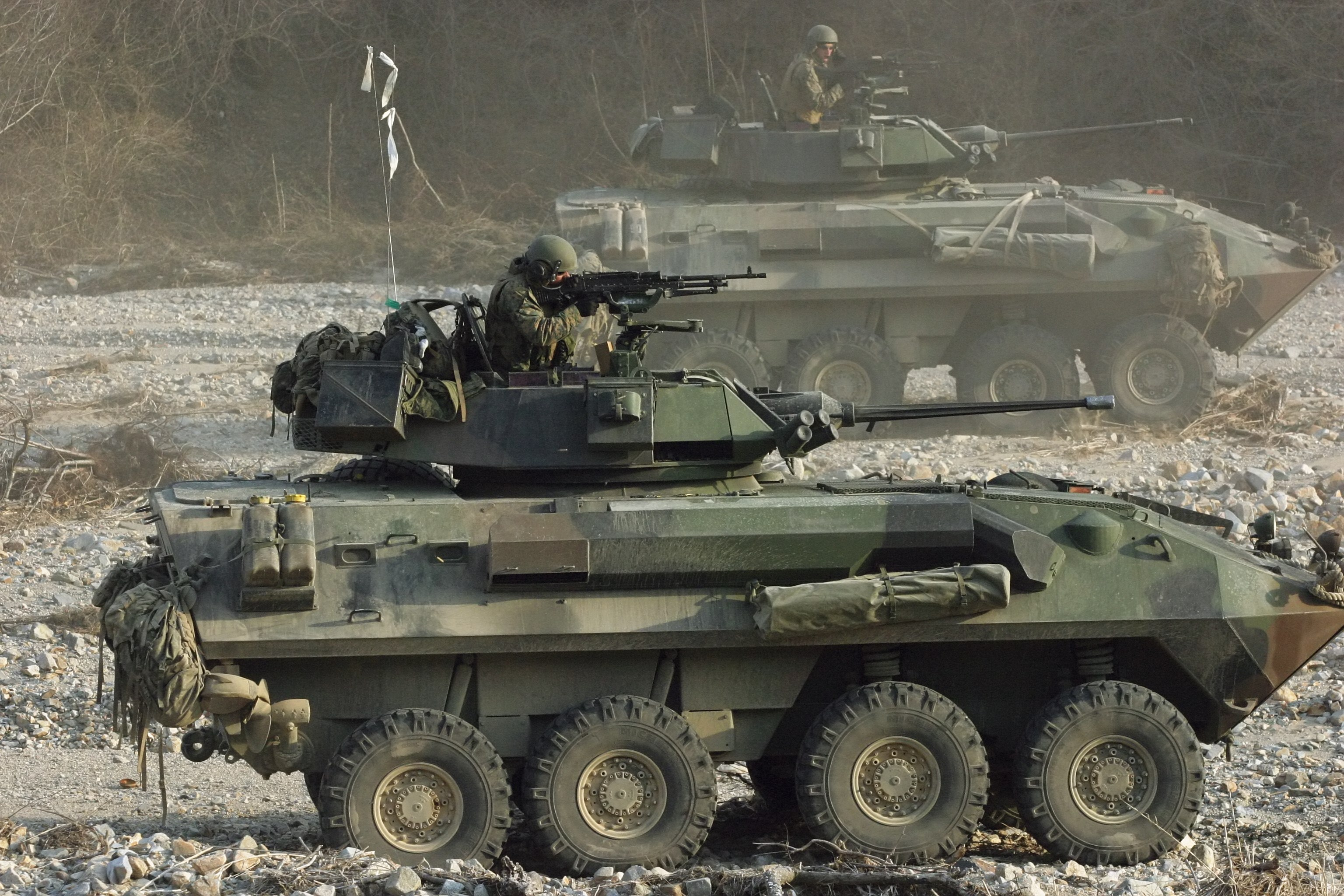
SLEP改修を受けたLAV-25A1。角型になったマフラーが外見上の特徴。
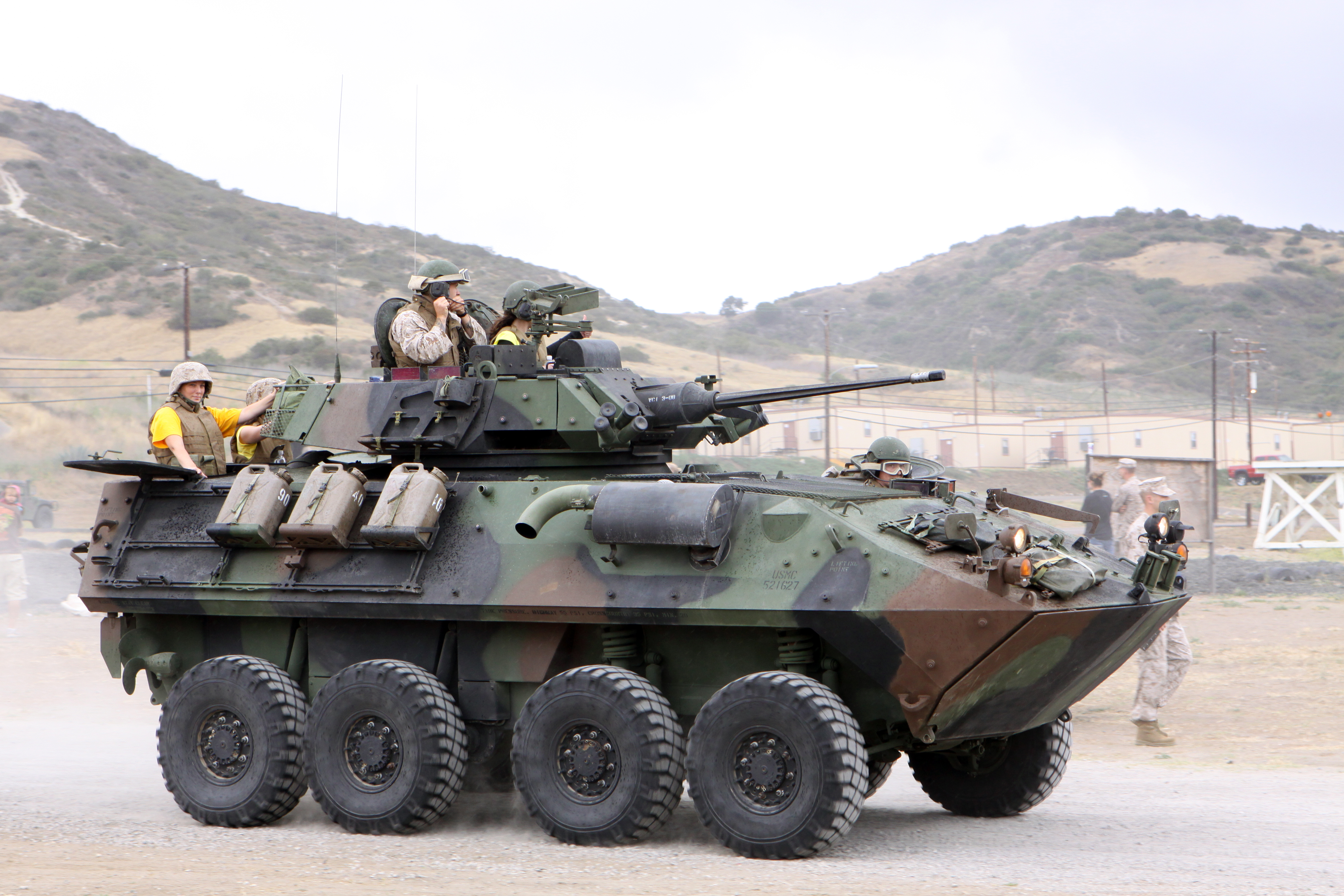
LAV-25A2仕様の改修車。マフラーが小型化されている。
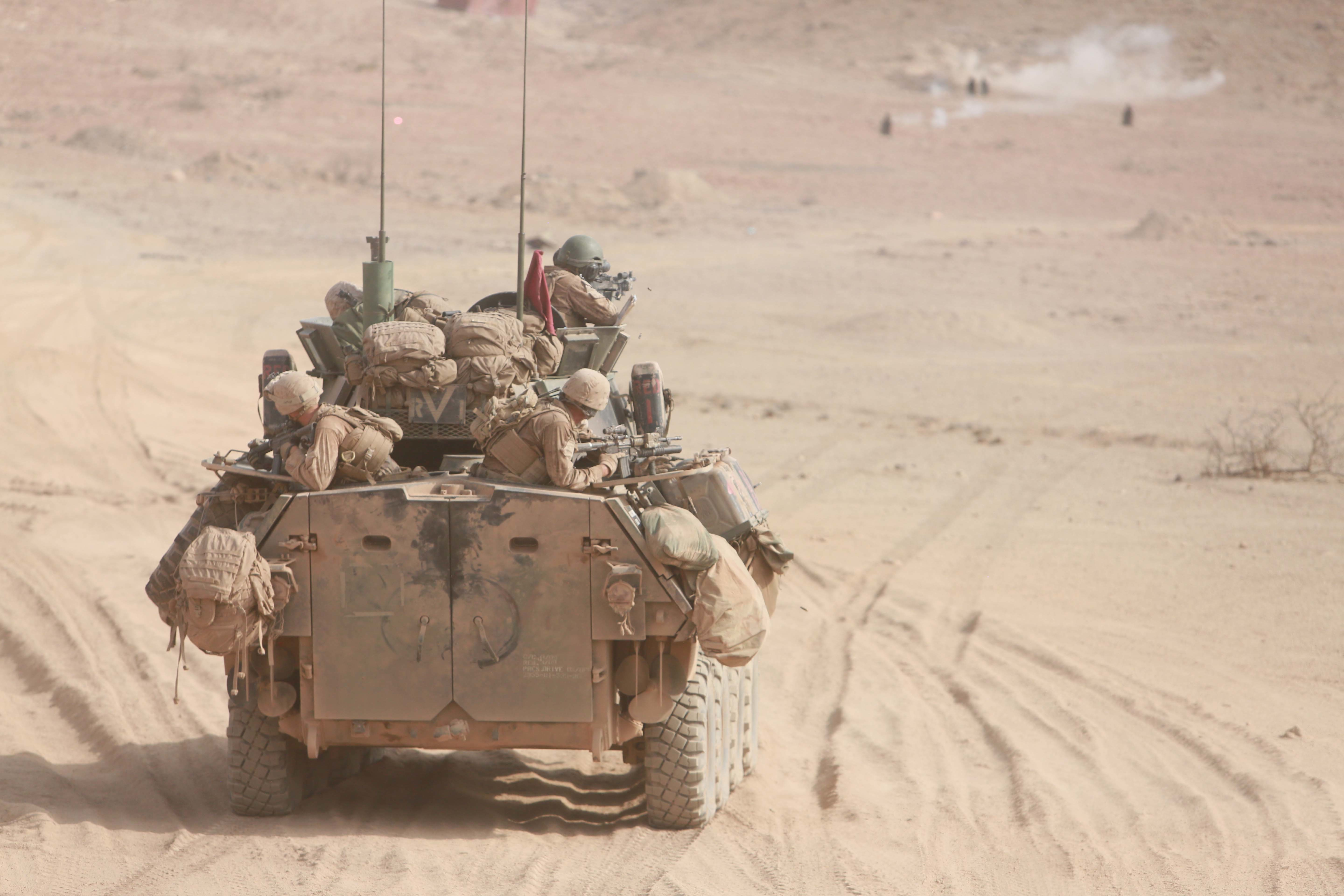
後方から見たA2仕様改修車。車体側面の増加装甲が確認出来る。
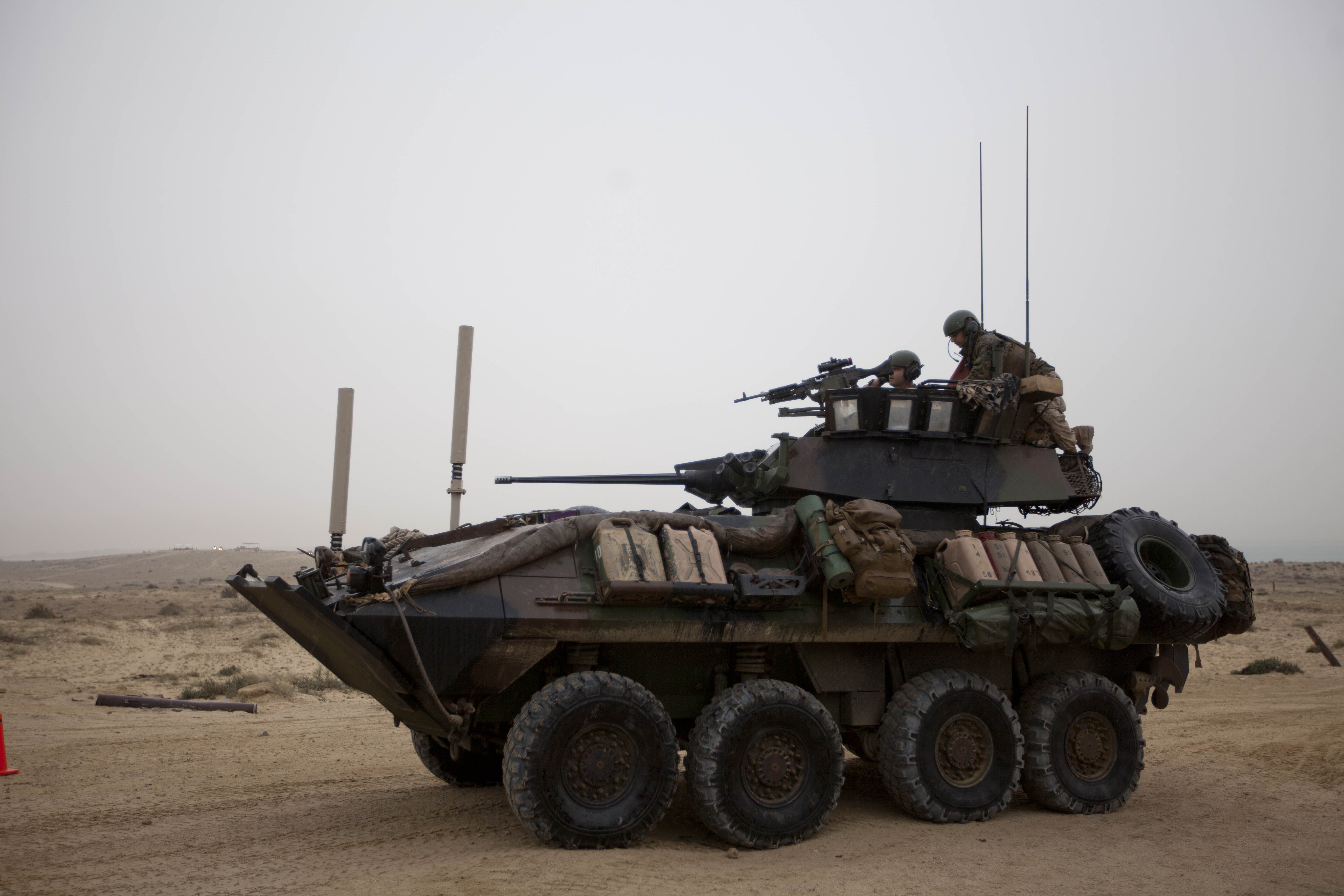
アフガニスタンに派遣されたLAV-25A2。砲塔上に防弾ガラス付きの追加防弾板が装着されている。

## バリエーション

### 基本型
LAV-25
M242機関砲を装備する初期の基本型。1983年からアメリカ海兵隊に配備開始された。
LAV-25A1
SLEP改修（Service Life Extension Program, 延命プログラム）を受けた型。1990年代後半から改修が行われている。
LAV-25A2
二次改修型。改修内容は増加装甲の追加、レイセオン製の熱線暗視装置（ITSS,  Improved Thermal Sight System）の搭載、IED起爆妨害装置の搭載などである。
LAV-25A3
2019年に契約され、改修実施は2021年以降。パワーパックの改修、操縦席パネルのデジタル化など。

### 派生型
LAV-AT（Anti-Tank）
エマーソン製のBGM-71 TOW対戦車ミサイルの2連装ランチャーを装備した対戦車車両。車輌には合計16発のTOWを搭載。ランチャーは陸軍のM113 APCの派生型であるM901 ITV (Improved TOW Vehicle)のものと同型である。
2012年には新型ランチャーを搭載したLAV-ATMの開発が開始された。このランチャーは陸軍のM1134 ストライカーATGMの装備する発射機と似た形状で、全体的な能力向上が行われている。2017年から部隊配備が開始された。
LAV-M（Mortar）
車体後部天井にハッチを設け、車内にM252 81mm 迫撃砲と360度旋回可能なターンテーブルを搭載した自走迫撃砲。車内には98発の81mm迫撃砲弾を搭載可能。
LAV-AD（Air Defense）
25mmガトリング砲1基と4連装FIM-92 スティンガー地対空ミサイルランチャー2基を装備した対空装甲車。
LAV-R（Recovery）
クレーンを搭載した装甲回収車型。
LAV-C2（Command & Control）
LAV-25の屋根を高くして、VHF、UHF、HFの通信機を搭載した指揮通信車。
LAV-L（Logistics）
輸送任務に使用可能なように改造した輸送車両。
LAV-MEWSS（Mobile Electronic Warfare Support System）
電子戦車輌。
LAV-EFSS（Expeditionary Fire Support System）
開発中のドラゴンファイア120mm自動迫撃砲を搭載する自走迫撃砲。上述のLAV-Mの後継とされる。
LAV-105/LAV-AG（Assault Gun）
105mm砲を搭載した大型砲塔を備える火力支援型。財政上の理由で試作のみに終わる。後にアメリカ陸軍の新規旅団戦闘団（後のストライカー旅団）の配備車両候補にも挙げられたが、より新しい装備を持つM1128 ストライカーMGSに敗れた。

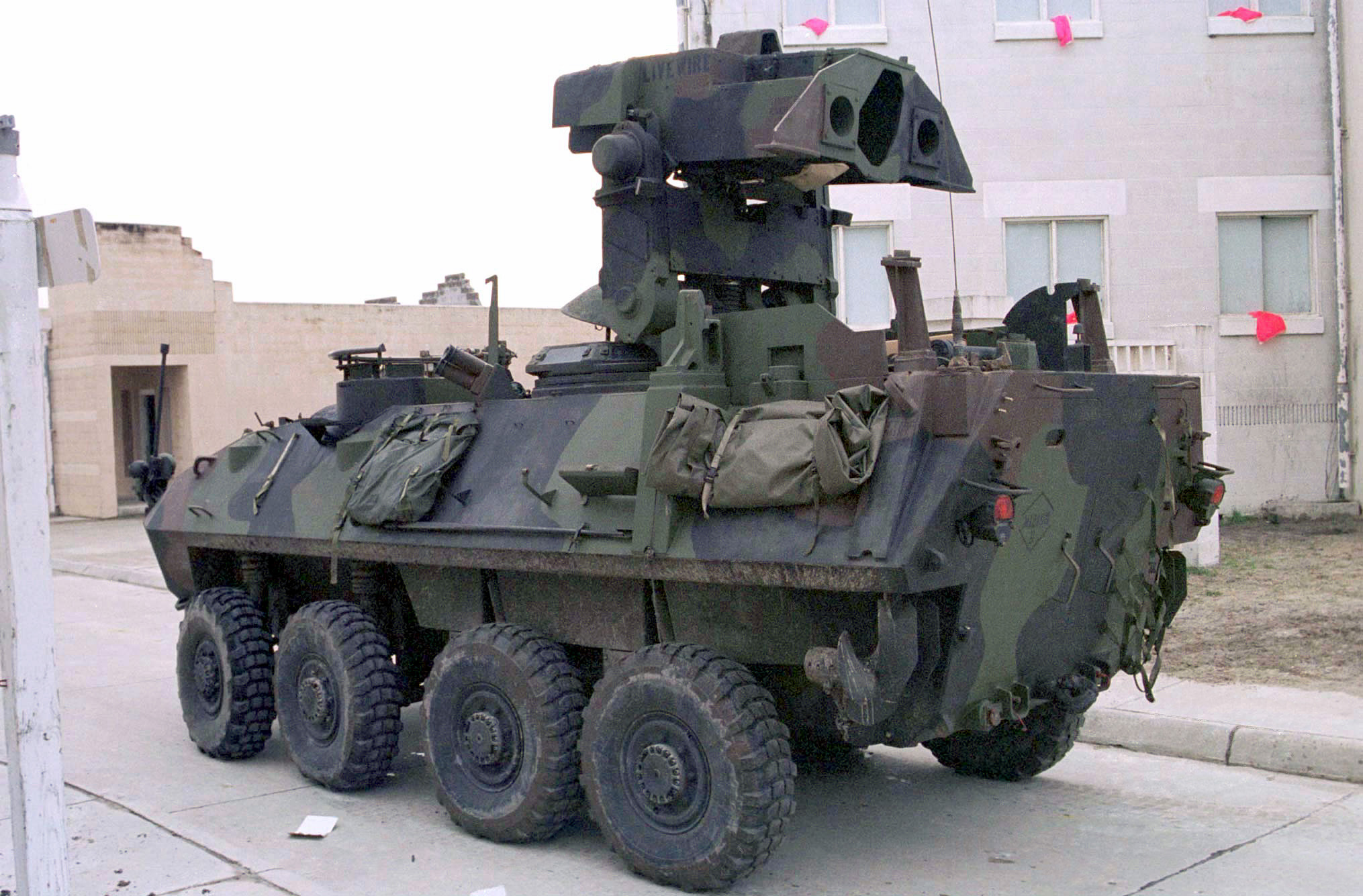
BGM-71 TOW対戦車ミサイル搭載型のLAV-AT。
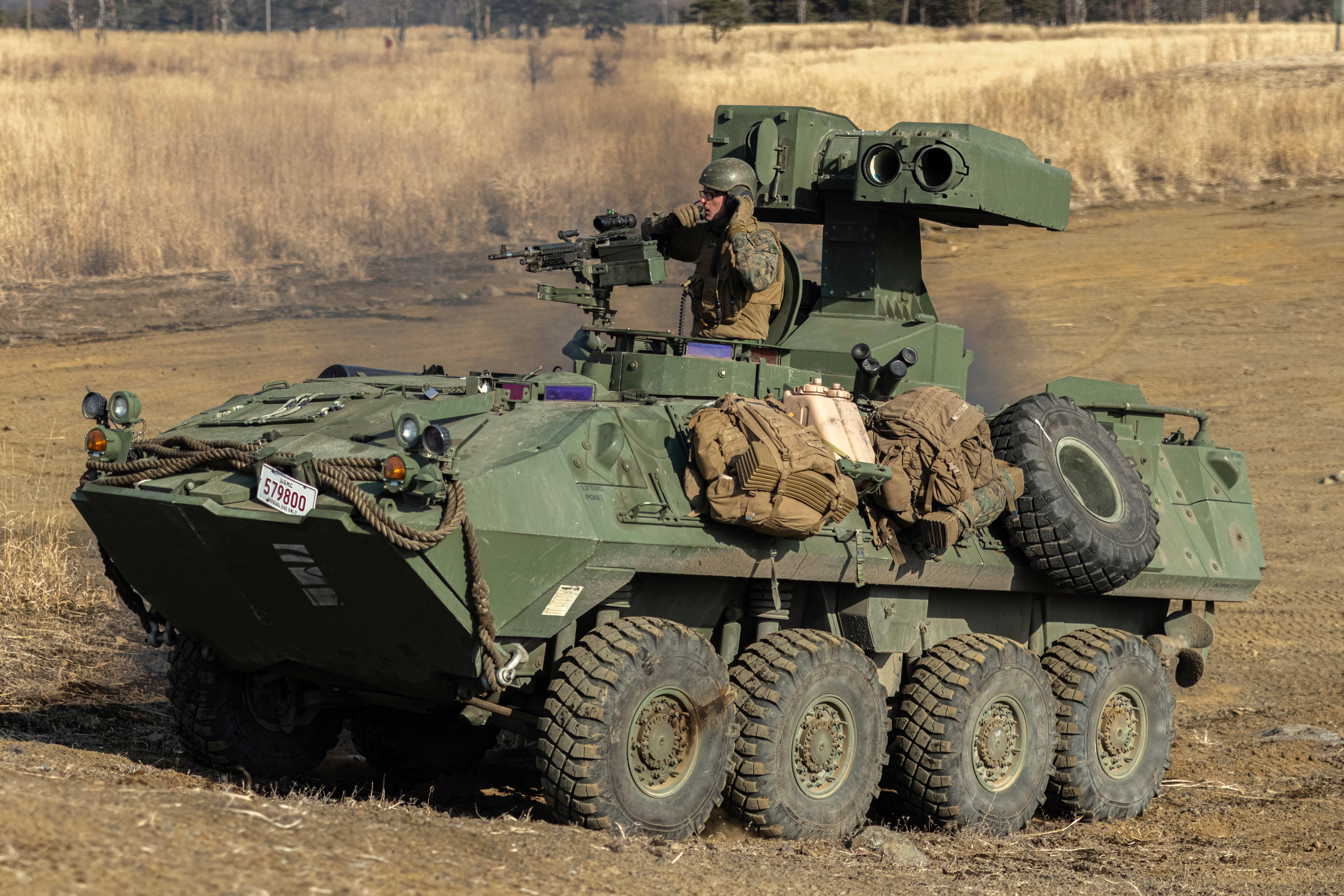
LAV-ATM。2023年。
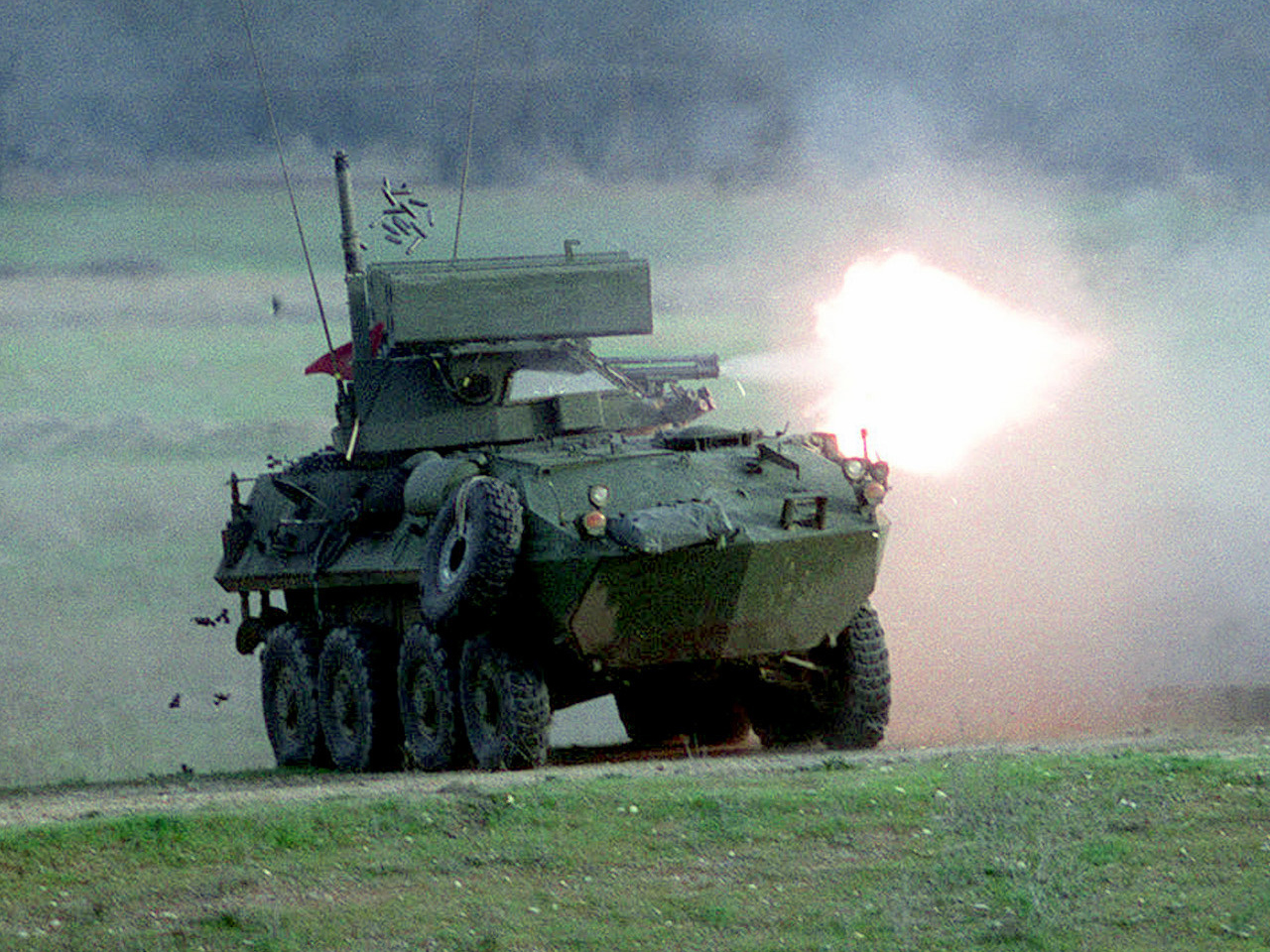
ガトリング砲を発射するLAV-AD, 1999年。
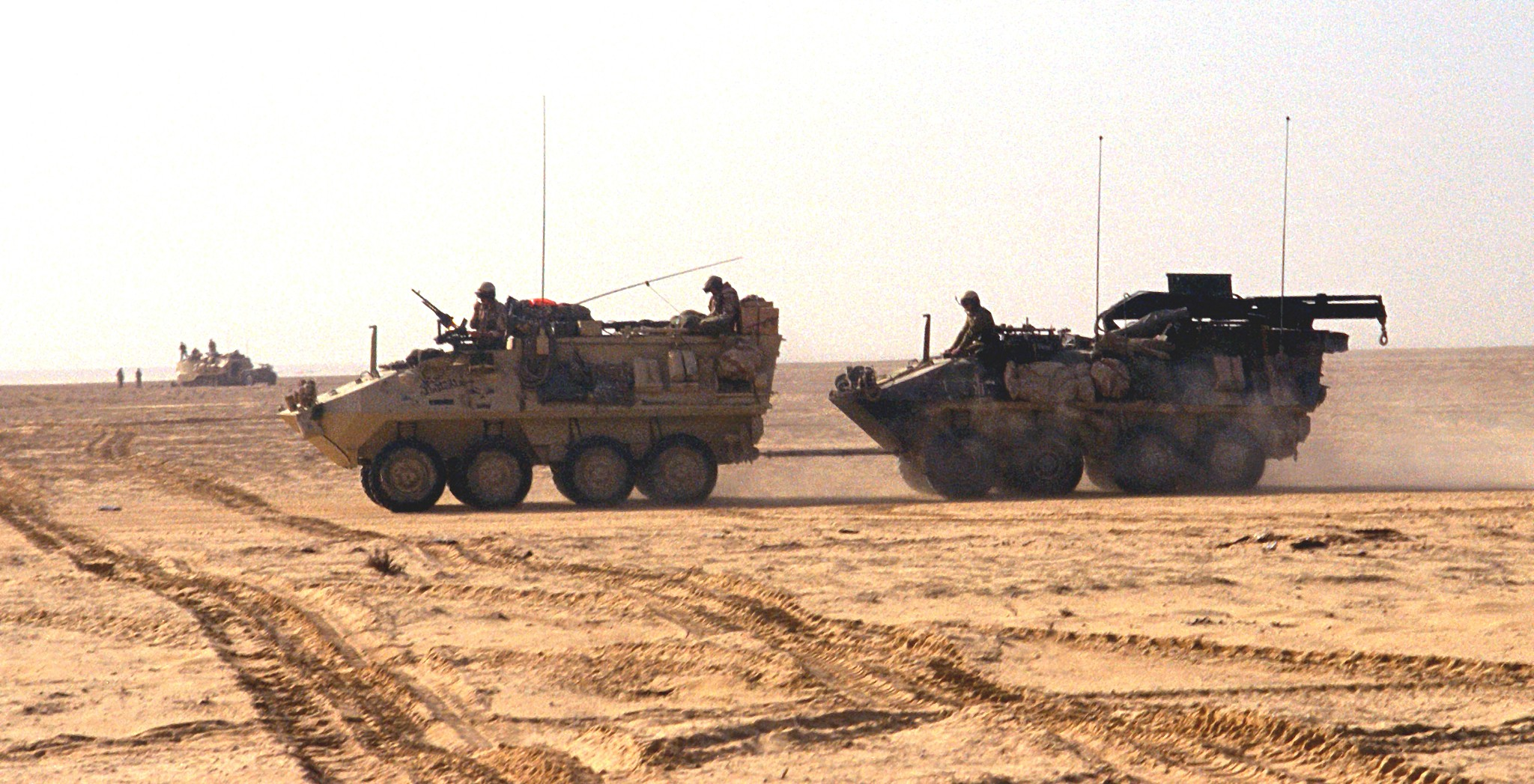
輸送型のLAV-L（左）と、回収車型のLAV-R（右）。
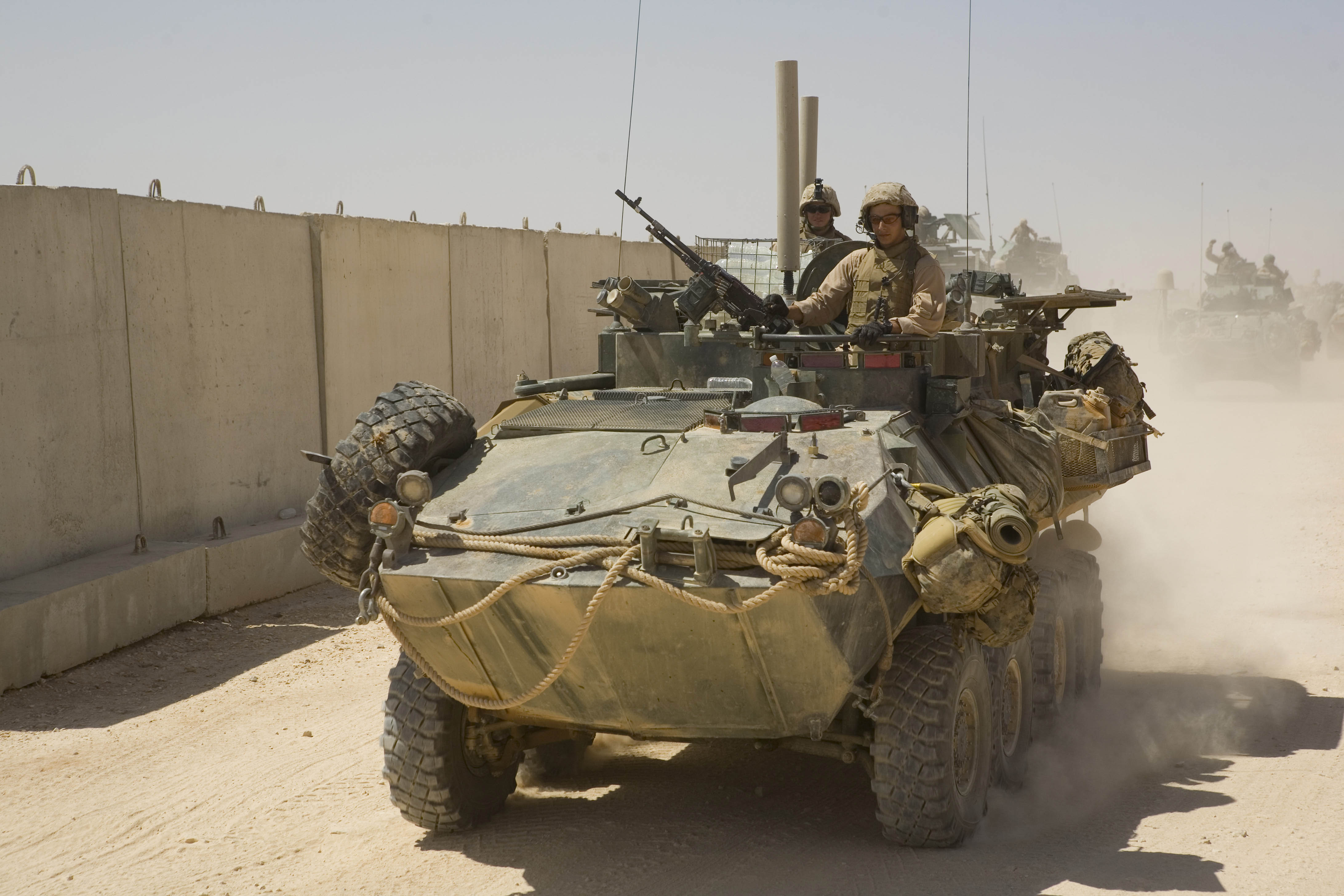
LAV-L、イラク国内、2007年。
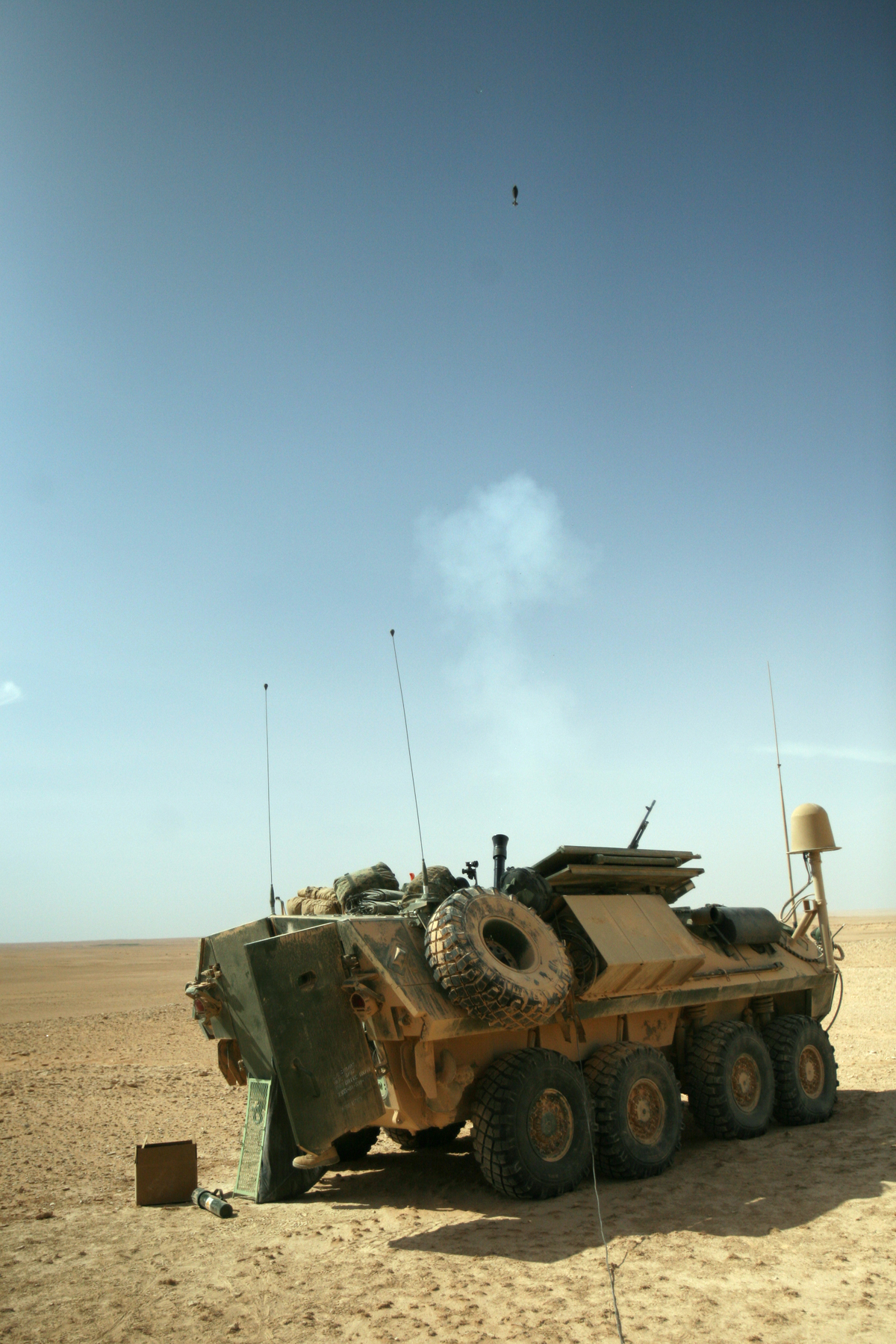
迫撃砲を装備したLAV-M。2009年。
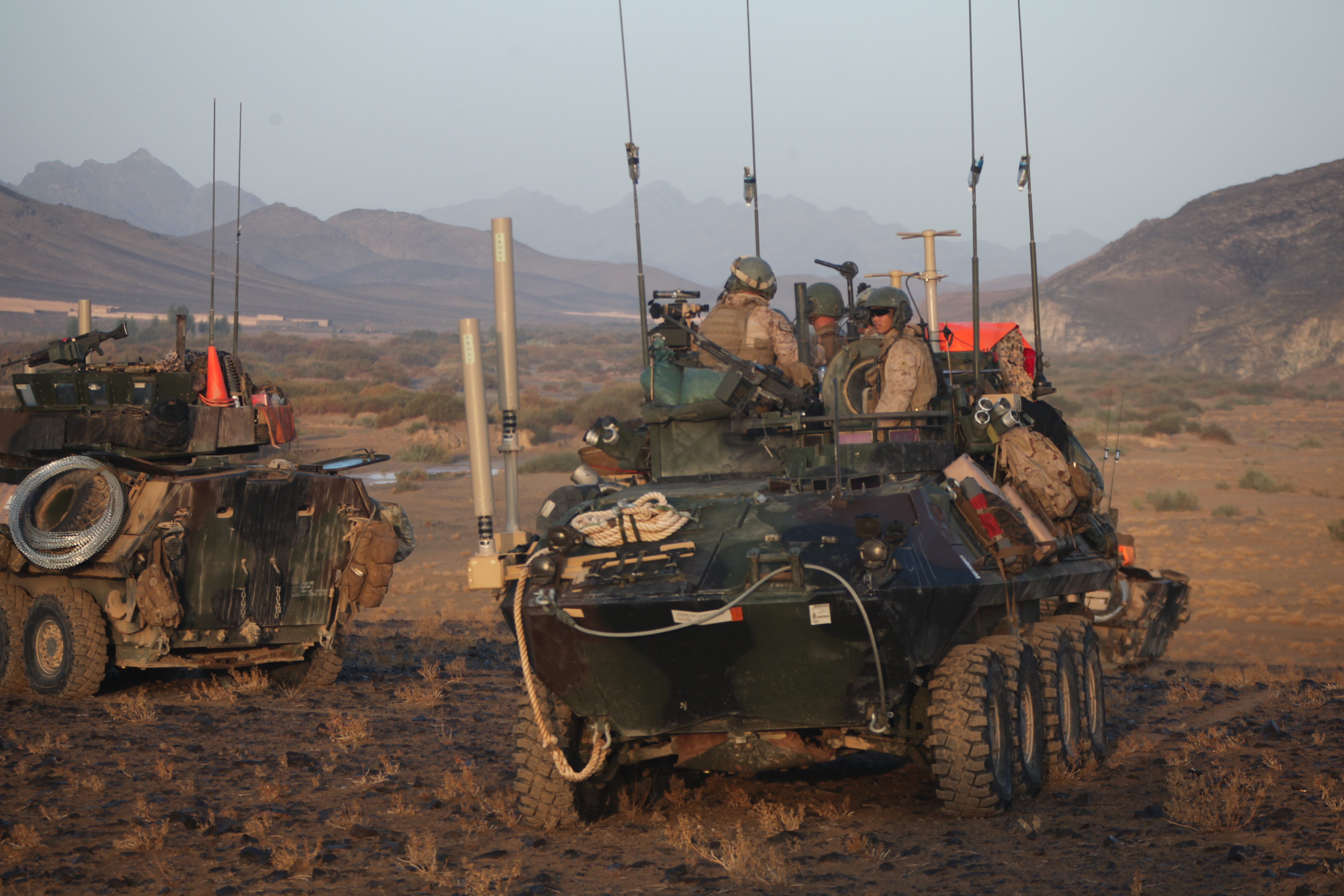
LAV-C2、アフガニスタン、2010年。
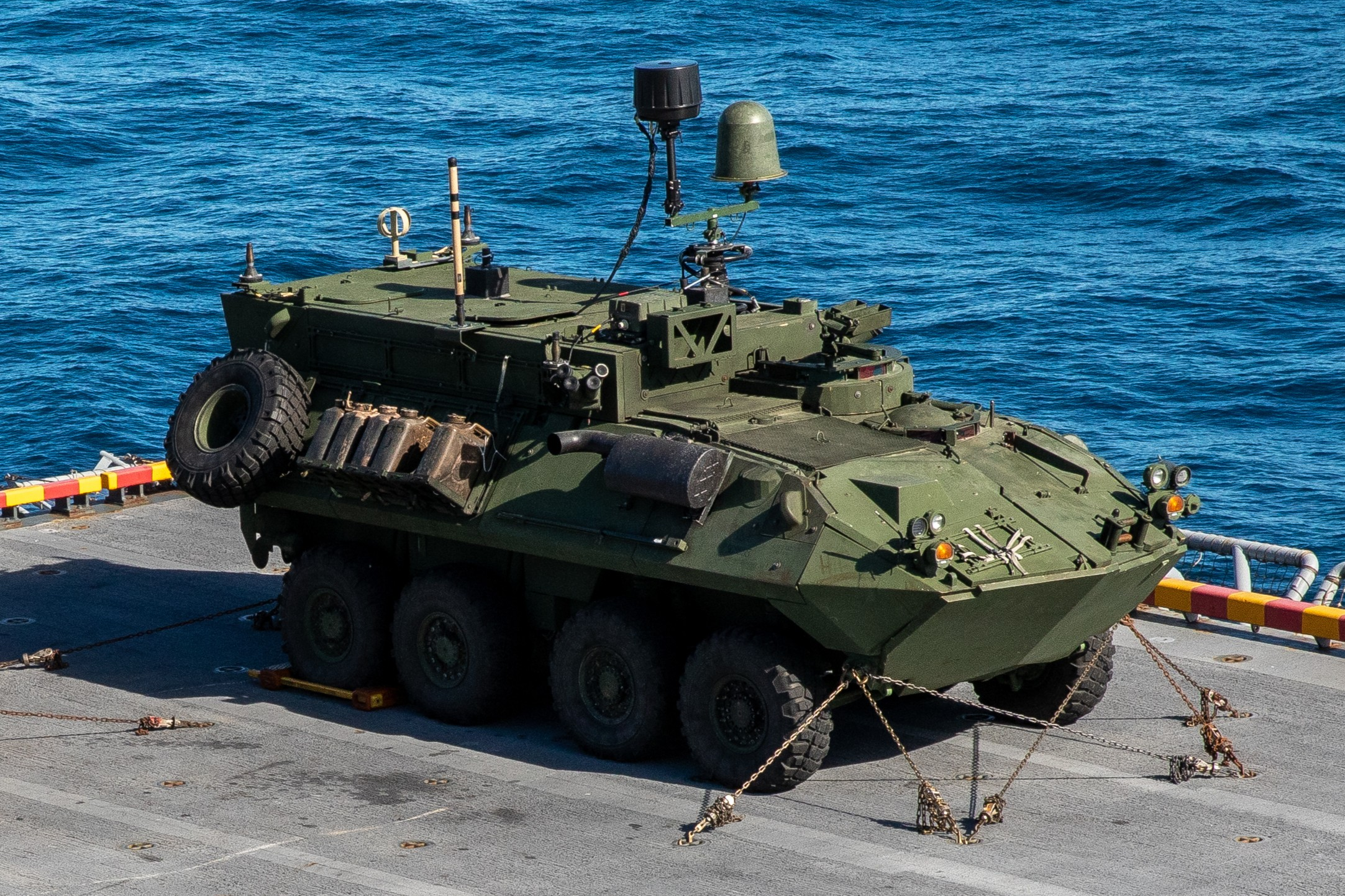
LAV-MEWSS
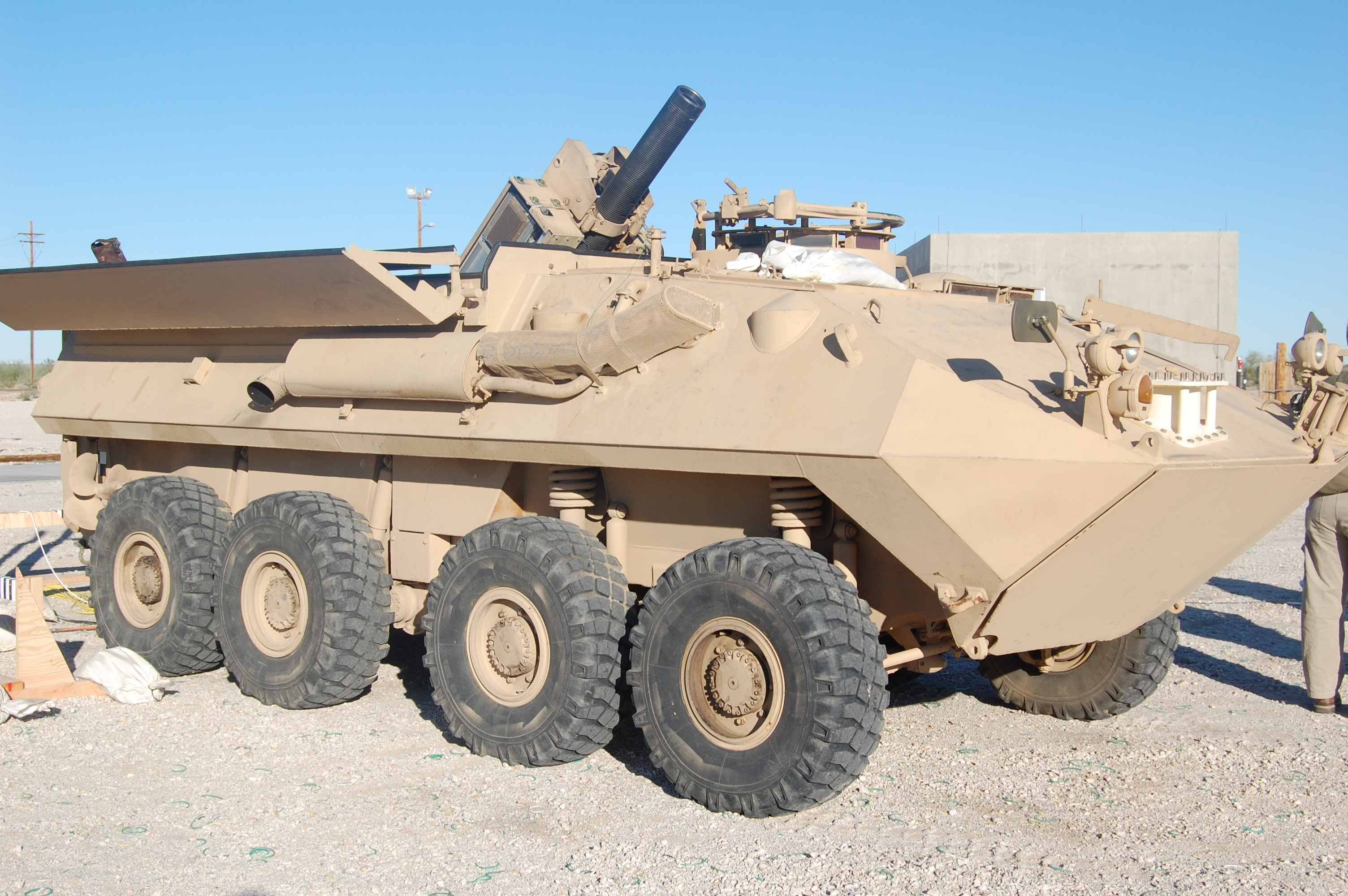
LAV-EFSS。2009年。

## 運用国
- アメリカ合衆国
- サウジアラビア
- クウェート

## 登場作品

### 映画・テレビドラマ
『インデペンデンス・デイ』
LAV-ADが登場。B-2戦略爆撃機がヒューストン上空の巨大円盤を核攻撃する際、その効果の確認を行う。
シナリオおよびそれを基にしたノベライズ版ではM1エイブラムスとなっているが、映画本編に登場したものはLAV-ADである。なお、車両は実物ではなくミニチュアであり、車内のシーンはセット撮影である。
『宇宙戦争』
アメリカ海兵隊のA1が登場。丘での戦闘にて、M1エイブラムスなどと共に宇宙人の侵略兵器を迎撃する。
『ジェネレーション・キル』
アメリカ海兵隊第1偵察大隊から見たイラク侵攻を描いた作品のため、随所に米海兵隊のLAV-25が登場。作中には、海兵隊員から「ウォー・ピッグ」と言う愛称で呼ばれる場面がある。
『スペース・インベーダー』
アメリカ海兵隊の基本型(初期)が登場。エイリアンの地球侵略が発覚したことを受けて出動し、エイリアンの秘密基地がある丘を包囲する。
『世界侵略: ロサンゼルス決戦』
アメリカ海兵隊のA2が登場。中盤にて、主人公たちが乗り込んでM1044 ハンヴィーと共に侵略軍のバリケードを突破する。
『ハートブレイク・リッジ 勝利の戦場』
アメリカ海兵隊の基本型(初期)が登場。演習場内を走行している。
『ランペイジ 巨獣大乱闘』
アメリカ海兵隊の車両が登場。シカゴで暴れる3匹の巨獣の対処に出動するが、建物の倒壊に巻き込まれて押し潰されている。

### アニメ・漫画
『OBSOLETE』
第2話にアメリカ海兵隊所属車両が登場。アンゴラ共和国カビンダ州に派遣されており、人型機械「エグゾフレーム」を用いる武装勢力の奇襲を受けた第二戦車大隊を救援すべく渡河して急行するが、河に潜伏していたエグゾフレームに横転させられ、爆破される。
『学園黙示録 HIGHSCHOOL OF THE DEAD』
M1エイブラムス戦車や歩兵とともにニューヨークで「奴ら」と交戦している様子が劇中のニュース映像内で確認できる。
『続・戦国自衛隊』
戦国時代にタイムスリップしたアメリカ海兵隊の装備として、基本型(初期)・LAV-M・LAV-C2が登場。「関ヶ原の戦い」と「大坂の陣」に投入され、同様にタイムスリップしてきた自衛隊などと激しい戦闘を繰り広げる。

### ゲーム
『ARMA 2』
プレイヤーやAIが操作し、浮行することも可能。
『Just Cause』
「Ballard series armored vehicles」の名称で登場する。戦車砲搭載型、12連装ロケットランチャー搭載型、ZU-23-2搭載型の3種類が登場する。
『Operation Flashpoint: Dragon Rising』
アメリカ海兵隊陣営で使用可能な装甲戦闘車両として登場する。
『Wargame Red Dragon』
NATO陣営のアメリカ軍デッキで使用可能な指揮車両としてLAV-C2が、自走砲としてM29 81mm 迫撃砲を搭載したLAV-Mが、歩兵戦闘車としてLAV-25とLAV-25 FSVが、対戦車車両としてLAV-ATが登場する。全車両とも迷彩を施している。
『バトルフィールドシリーズ』
『BF2』
USMC・EU・Navy SEALsの装甲車として登場する。
『BF3』
キャンペーンでは味方が使用し、マルチプレイではプレイヤーが使用できる歩兵戦闘車としてLAV-25が登場。兵装は25mm機関砲と7.62mm機関銃・12.7mm重機関銃の他、兵員室の左右に2箇所ずつ銃眼がある。カスタマイズをすることで対戦車用のATGMランチャーが撃てる。また、マルチプレイにのみ自走対空砲としてLAV-ADが登場する。
『BF4』
IFVとしてLAV-25が登場する他、対空車両としてLAV-ADが登場。兵装は『BF3』と同じ。

『マーセナリーズ2 ワールド イン フレームス』
連合軍の装甲車として「25mm搭載ガーディアン」の名称で登場する。また、「ガーディアンSAM」の名称でLAV-ADも登場する。「ガーディアンSAM」は実車と違い、M61 バルカンを搭載している。
『メタルギアシリーズ』
『MGSPW』
敵車両として登場。部隊長を倒すことで回収して鹵獲することが可能。様々なバリエーションが存在する。なお、本作に登場するのは試作型であるため、全て6輪仕様である。
『MGSV』
「STOUT IFV-SC」という名称で登場。米海兵隊やアンゴラで展開している民間軍事会社が使用。フルトン回収で鹵獲すれば自軍戦力として使用可能。

## 模型
1/35スケール
イタリアのエッシー社・イタレリ社からそれぞれLAV-25（初期型）のキットが販売されている（中身は別設計の物）。イタレリ社からは他にもLAV-AT・LAV-AD・LAV-Mのキットが、それぞれ"LAV-25 TUA"・"LAV-25 ADV"・"LAV-25 Mortar Carrier"の名称で販売されている。中国のトランペッター社からはLAV-25・LAV-25A1・LAV-25A2・LAV-AT・LAV-M・LAV-AD・LAV-R・LAV-C2・各型式のキットが販売されている。